# Neoplocaederus danilevskyi
Neoplocaederus danilevskyi es una especie de escarabajo longicornio del género Neoplocaederus, tribu Cerambycini, subfamilia Cerambycinae. Fue descrita científicamente por Lazarev en 2009.

## Descripción
Mide 29,5 milímetros de longitud.

## Distribución
Se distribuye por Kazajistán.